# 香港教育大學學生會
香港教育大學學生會（英語：The Education University of Hong Kong Students' Union，簡稱：EdUHKSU）乃代表全體香港教育大學全日制學生之唯一學生組織，前身為香港教育學院學生會；而學生會歷史最早亦可追溯至早年五所師範學院的學生會。
學生會創於一九九四年，除了為同學提供不同類型的活動及福利，亦會透過推薦學生代表出席校內委員會會議，參與本校的政策制訂及行政事宜。每屆任期由三月一日開始，翌年二月最後一日結束。學生會轄下有多個以推廣不同興趣及嗜好為目標的組織及學會。
2022年1月20日，香港教育大學學生會於該會第二十八屆任期期間，香港教育大學在未有諮詢學生的情況下，被校方拒絕承認。

## 使命
以下為香港教育大學學生會之使命：
1. 培養同學自治能力、促進互相合作及服務社會的精神。
2. 促進同學與院方的交流。
3. 謀求會員福利。
4. 加強同學對香港教育問題的認識，並致力謀求改善香港教育制度的方法。
5. 培養會員於學術、文化上的涵養。
6. 增進本院同學與院外學生團體的聯繫。
7. 提高同學的教師專業精神。

## 香港教育大學不再承認學生會地位
2022年一月，教大管理層向全體師生發電郵，宣布不再承認學生會地位。指學生會多年來存在管治問題，加上已連續4年以臨時行政委員會的形式運作，未獲學生授權，缺乏代表性。學生會會長楊逸銘表示學生會一直根據既有章則、程序進行選舉及委任幹事， 而教大學生均可成為學生會會員，強調學生會並無剝奪任何學生成為基本會員的資格。他又說，學生會近年致力改善管治方式，增加透明度，包括設立網頁、社交媒體帳號、設置告示板、張貼會務資訊等，質疑校方如覺得學生會存有管治問題，為何不向他們提出。
同年二月，有超過十五分之一學生會會員根據會章要求召開全民投票決定學生會未來。但後來大學學生事務處處長甄玉媚發出通告指舉行全民投票，違反大學決定，因此命令停止全民投票，學生在商討後，已停止全民投票。